# Mukerian
Mukerian è una città dell'India di 21.379 abitanti, situata nel distretto di Hoshiarpur, nello stato federato del Punjab. In base al numero di abitanti la città rientra nella classe III (da 20.000 a 49.999 persone).

## Geografia fisica
La città è situata a 31° 57' 2 N e 75° 36' 57 E e ha un'altitudine di 244 m s.l.m..

## Società

### Evoluzione demografica
Al censimento del 2001 la popolazione di Mukerian assommava a 21.379 persone, delle quali 11.181 maschi e 10.198 femmine. I bambini di età inferiore o uguale ai sei anni assommavano a 2.311, dei quali 1.286 maschi e 1.025 femmine. Infine, coloro che erano in grado di saper almeno leggere e scrivere erano 16.520, dei quali 8.967 maschi e 7.553 femmine.